# Krzyk 2
Krzyk 2 (tytuł oryg. Scream 2) – amerykański film fabularny (thriller), kontynuacja Krzyku z 1996 roku. Światowa premiera odbyła się 12 grudnia 1997 roku, na ekranach polskich kin film pojawił się 1 maja 1998 roku.

## Opis fabuły
Mija rok od krwawej masakry w miasteczku Woodsboro. Na podstawie tragicznej historii powstał film Cios. Na premierze zostaje zamordowanych dwoje studentów. Sidney Prescott (Neve Campbell) wie, że morderca chce ją dopaść. Na miejscu zjawia się również troje innych uczestników masakry w Woodsboro: gapowaty policjant Dwight (David Arquette) – starszy brat zamordowanej przyjaciółki Sidney, dziennikarka Gale Weathers (Courteney Cox) oraz przyjaciel Sidney, Randy Meeks (Jamie Kennedy). Wszyscy znajdują się w śmiertelnym niebezpieczeństwie. Wkrótce giną kolejne osoby.

## Obsada
- Neve Campbell – Sidney Prescott
- David Arquette – Dwight „Dewey” Riley
- Courteney Cox – Gale Weathers
- Jerry O’Connell – Derek Feldman
- Elise Neal – Hallie McDaniel
- Jamie Kennedy – Randy Meeks
- Liev Schreiber – Cotton Weary
- Timothy Olyphant – Ghostface #1 / Mickey Altieri
- Laurie Metcalf – Ghostface #2 / Debbie Salt / Nancy Loomis
  - Roger L. Jackson – Ghostface (głos)
- Duane Martin – Joel Jones
- Sarah Michelle Gellar – Casey „Cici” Cooper
- Jada Pinkett Smith – Maureen Evans
- Omar Epps – Phil Stevens
- Rebecca Gayheart – Lois
- Portia de Rossi – Murphy
- Lewis Arquette – szef policji Louis Hartley
- Chris Doyle – oficer policji Richard
- Philip Pavel – oficer policji Andrews
- David Warner – Gus Gold

## Nagrody
- Courteney Cox: nominacja do Saturna – najlepsza aktorka drugoplanowa
- Saturn – nominacja w kategorii najlepszy horror
- Neve Campbell: nominacja do Saturna – najlepsza aktorka
- Sarah Michelle Gellar: nominacja do MTV Movie Awards – najlepsza aktorka drugoplanowa
- Neve Campbell: Nagroda Główna MTV Movie Awards – najlepsza aktorka

## Box office
| Świat | US$ 172,363,301 |